# Ma vie entre ses mains
Pour plus de détails, voir Fiche technique et Distribution.
Ma vie entre ses mains (titre original : Doctor Death) est un téléfilm d'horreur américain réalisé par Rob Pallatina, sorti en 2019. Il met en vedettes dans les rôles principaux Gina Vitori, Anthony Jensen et Matthew Pohlkamp

## Synopsis
À la suite d'un grave accident de ski, Sara Creenshaw est sur le point de perdre sa jambe. Elle ne doit son salut qu’au savoir-faire du docteur Gary Vincent, un brillant chirurgien. Mais quand celui-ci confond la gratitude de Sarah avec l'amour, il devient obsédé par elle et ne la laisse plus en paix. La facture à payer va s'avérer beaucoup plus élevée que prévu.

## Distribution
- Gina Vitori : Sarah Crenshaw
- Anthony Jensen : le docteur Gary Vincent
- Matthew Pohlkamp : Jake Drummond
- Joel Berti : le docteur Randolf
- Kate Watson : Rosaland Golding
- Jolene Andersen : Paige Lambert
- Arie Thompson : Farrah
- Philip Nathanael : Kenny
- Elizabeth J : Ginger
- Nick Kubeck : Nathan
- Jonathan De Aquino : Duncan
- Morgan Sanders : Macy